# Álvaro Uribe
Álvaro Uribe Vélez (* 4. července 1952, Medellín) je kolumbijský právník a politik, který v letech 2002–2010 zastával post prezidenta země.

## Život
Uribe studoval práva na univerzitě v kolumbijském městě Antioquia a na Harvardu, kde se stal odborným pracovníkem administrativy a řízení. V roce 1976 pracoval na úřadě v Medellínu. Poté v letech 1977 a 1978 působil jako generální sekretář na ministerstvu práce. V roce 1980 se stal ředitelem civilního letectví. V letech 1995–1997 zastával pozici guvernéra Antioquie. V roce 2002 byl zvolen prezidentem na funkční období 2002–2006 a následně znovu na období 2006–2010. Je ženatý s Linou Moreno, mají dva syny – Tomáse a Jerónima.
Uribe byl hlavním jihoamerickým spojencem George W. Bushe a podporovatelem vojenského vpádu do Iráku 2003. G. W. Bush schvaloval Uribův postup vůči guerillám FARC, které se neúspěšně snažil porazit vojenskou silou; oba obviňovali vládu Huga Cháveze z jejich podpory. V ekonomice je Uribe stoupencem volného trhu a privatizace, v sociální a kulturní sféře konzervativcem (odmítajícím například interrupce).
V červenci 2025 jej soud shledal vinným z ovlivňování svědků.